# Тиу, Роман Ульянович
Роман Ульянович Тиу (Тиус) — придворный аптекарь царя Алексея Михайловича.

## Биография
Уроженец Англии. В 1644 году упоминается в документах, как «медикус» и аптекарь, служащий в Аптекарском приказе.  Из расходных книг Аптекарского приказа, которые были в сохранности по состоянию на начало XIX века, видно, что Tиу получал очень высокое по тому времени жалованье, — по 25 рублей в месяц. Прослужив в России не менее 11 лет, Тиу в 1655 году обратился с прошением отпустить его на родину. Царьалексей Михайлович выдал Тиу похвальный аттестат, в котором, однако, были отмечены его преклонные лета и болезненное состояние.
При увольнении царь поручил Тиу прислать другого аптекаря на свое место. Тиу прислал аптекаря Романа Биньяна, который, как видно, был не столь искусен, как его предшественник. Поэтому уже в 1658 году царь поручил отправлявшемуся в Англию некоему Гебдону пригласить Тиу обратно в Россию. Однако, скорее всего, престарелый аптекарь отклонил это предложение.